# Mixed Bizness
Mixed Bizness – drugi singiel amerykańskiego muzyka Becka z jego siódmej płyty Midnite Vultures, wydany w 2000 roku. Utwór łączy elementy rocka z taneczną, zahaczającą o disco sekcję rytmiczną. Na końcu utworu znajduje się 25 sekund elektronicznego hałasu, opisywanego przez Becka jako „roboty uprawiające seks”. Osiągnął 34 miejsce na brytyjskiej liście przebojów UK Singles Chart oraz 36 na liście Modern Rock Tracks.

## Wideoklip
Teledysk został utrzymany w stylistyce okładki albumu i pozostałych teledysków do singli z niego. Zawiera wiele poruszających się postaci oraz animacji i ma bardzo psychodeliczny charakter. Wyreżyserował go Stéphane Sednaoui.

## Lista utworów

### USA
CD
1. "Mixed Bizness"
2. "Mixed Bizness (Nu Wave Dreamix by Les Rythmes Digitales)"
3. "Mixed Bizness (Cornelius remix)"
4. "Mixed Bizness (DJ Me DJ You remix)"
5. "Dirty Dirty"
6. "Saxx Laws (Night Flight To Ojai)"

12"
1. "Mixed Bizness"
2. "Mixed Bizness (Nu Wave Dreamix by Les Rythmes Digitales)"
3. "Mixed Bizness (Dirty Bixin Mixness Remix by Bix Pender)"
4. "Mixed Bizness (Cornelius remix)"
5. "Dirty Dirty"

### UK
CD1
1. "Mixed Bizness" – 3:48
2. "Mixed Bizness (Cornelius Remix)" – 4:48
3. "Mixed Bizness (DJ Me DJ You remix)" – 3:58
4. "Mixed Bizness" (CD-ROM video, directed by Stéphane Sednaoui)

CD2
1. "Mixed Bizness (Nu Wave Dreamix by Les Rythmes Digitales)" – 4:22
2. "Dirty Dirty" – 4:41
3. "Sexx Laws" (CD-ROM video)

7"
1. "Mixed Bizness"
2. "Mixed Bizness (Dirty Bixin Mixness Remix by Bix Pender)"

### Japonia
CD
1. "Mixed Bizness"
2. "Mixed Bizness (Cornelius Remix)"
3. "Mixed Bizness (Nu Wave Dreamix by Les Rythmes Digitales)"
4. "Mixed Bizness (DJ Me DJ You remix)"
5. "Mixed Bizness (Dirty Bixin Mixness Remix by Bix Pender)"
6. "Dirty Dirty"
7. "Saxx Laws (Night Flight To Ojai)"

### Australia
CD
1. "Mixed Bizness"
2. "Mixed Bizness (Nu Wave Dreamix by Les Rythmes Digitales)"
3. "Mixed Bizness (Dirty Bixin Mixness Remix by Bix Pender)"
4. "Arabian Nights"